# 酒田市光が丘野球場
酒田市光ケ丘野球場（さかたしひかりがおかやきゅうじょう）は、山形県酒田市の光ケ丘公園内にある野球場。

## 解説

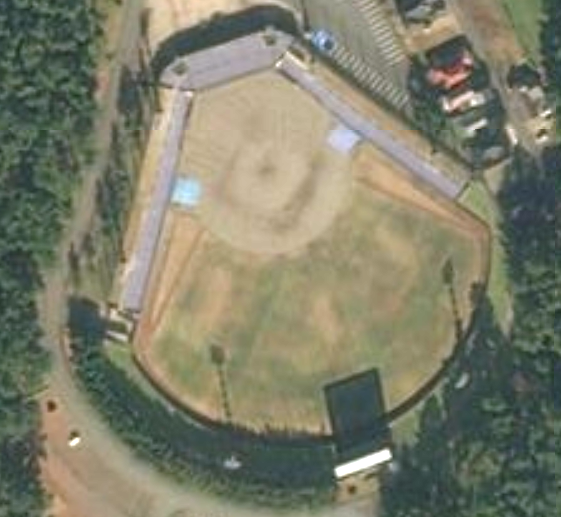
衛星図

1954年3月（昭和29年）に開場。1980年に夜間照明が設置された。現在は、全国高等学校野球選手権山形大会の試合会場となっている。
施設完成前の1953年（昭和28年）8月1日、セントラル・リーグ公式戦の大阪タイガースvs洋松ロビンズが開催され、大阪タイガースが10-3で洋松ロビンズに勝利している。

## 施設概要
- グラウンド面積：11,650m2
- 両翼：97.6m、中堅：122m
- 内野：クレー、外野：高麗芝
- 照明：6基
- スコアボード：磁気反転式

## 交通
- JR酒田駅下車、車で10分。